# Lacerdópolis
Lacerdópolis is een gemeente in de Braziliaanse deelstaat Santa Catarina. De gemeente telt 2.266 inwoners (schatting 2009).

## Aangrenzende gemeenten
De gemeente grenst aan Capinzal, Erval Velho, Herval d'Oeste, Joaçaba en Ouro.